# Dumfries (Virginia)
Dumfries es una localidad situada en el estado de Virginia, en Estados Unidos. Pertenece al Condado de Prince William. En el año 2000 tenía 4.937 habitantes en una superficie de 4.1 km², con una densidad poblacional de 1191,3 personas por km².

## Geografía
Dumfries se encuentra ubicada en las coordenadas 38°34′4″N 77°19′29″O / 38.56778, -77.32472. Según la Oficina del Censo, la localidad tiene un área total de 4.1 km² (1.6 sq mi), de la cual toda es tierra.

## Demografía
Según la Oficina del Censo en 2000, los ingresos medios por hogar en la localidad eran de $43 672, y los ingresos medios por familia eran $46 927. Los hombres tenían unos ingresos medios de $35 247 frente a los $24 451 para las mujeres. La renta per cápita para la localidad era de $17 652. Alrededor del 10.4% de las familias y el 12.5% de la población estaban por debajo del umbral de pobreza.